# جازمون گواتمی
جازمون گواتمی (انگلیسی: Jazmon Gwathmey؛ زادهٔ ۲۴ ژانویهٔ ۱۹۹۳) بازیکن بسکتبال اهل ایالات متحده آمریکا است.
وی در مسابقات کشوری و بین‌المللی در مجموع برندهٔ ۱ مدال طلا، ۱ مدال نقره، ۲ مدال برنز شده‌است.